# Nikolaj Vavilov
Nikolaj Ivanovič Vavilov (rusky Николай Иванович Вавилов; 13. listopadujul./ 25. listopadu 1887greg., Moskva – 26. ledna 1943, Saratov) byl sovětský biolog a propagátor genetiky v SSSR. Procestoval celý svět, přičemž sbíral semena rostlin, která chtěl dále šlechtit a využít v boji proti neutěšené potravinové situaci v Sovětském svazu. Je po něm pojmenován Institut rostlinné výroby (rusky Всероссийский институт растениеводства имени Н. И. Вавилова) v Petrohradu.

## Vědecká práce
Vavilov se v 10. letech 20. století stal jedním z prvních světových rostlinných genetiků. S cílem ukončit hladomor a bídu v tehdejším Rusku (ale i ve zbytku světa) cestoval po všech kontinentech a sbíral semena divokých i kulturních rostlin. Věnoval se také výzkumu původu zemědělství jako takového. Od roku 1924 byl ředitelem semenné banky v tehdejším Leningradu, byl také vedoucím oddělení genetiky Akademie věd Sovětského svazu. Od počátku 30. let se ale dostával do sporu se svým ukrajinským rivalem, Trofimem Lysenkem, který význam genetického výzkumu zpochybňoval.

## Soud a smrt
Trofim Lysenko, Vavilovův vědecký rival, měl úzký vztah s Josifem V. Stalinem, kterému odmítání genetického výzkumu vyhovovalo při nastolování nenávisti vůči některým principům fungování společnosti (preferovaným názorem Lysenka a Stalina bylo, že organismus se projevuje na základě prostředí, kterému je vystaven, nikoli obsažené genetické informace). Za tyto postoje Vavilov Lysenka otevřeně kritizoval. Spory vyvrcholily v roce 1940, kdy byl Vavilov zatčen. Následovalo obvinění z rozvracení sovětského zemědělství (za vinu mu byl dáván například i hladomor na Ukrajině ve třicátých letech 20. století), za což byl odsouzen k trestu smrti zastřelením. Trest mu byl později zmírněn na 20 let odnětí svobody, ve špatných podmínkách saratovského žaláře však roku 1943 zemřel.
Po Stalinově smrti byl omilostněn, v roce 1960 veřejně rehabilitován a označen za „hrdinu sovětské vědy“.